# Estefanía Ruiz Molina
Estefanía Ruiz Molina (Cartagena, 25 de junio de 1995) es una activista feminista y contra el antigitanismo española, además de artista y diseñadora.

## Trayectoria
Se graduó en 2017 como técnico superior en Integración Social por la Fundación Universitaria Isidoriana de Cartagena. Obtuvo también la diplomatura en Intervención Social y Mediación con la Comunidad Gitana en la Universidad Pública de Navarra.[cita requerida] Más tarde se mudó a Madrid, donde comenzó a estudiar Psicología mientras trabajaba para la Empresa Municipal de la Vivienda como técnica en integración social y mediadora. Continuó ampliando sus conocimientos y especializándose como técnica en violencia de género, lo que la llevó a trabajar en distintos recursos destinados a mujeres y familias monoparentales que habían sufrido violencia de género. 
Ya en su adolescencia comenzó su andadura en el activismo, y desde entonces viene participando en diversas asociaciones y movimientos. El 16 de mayo de 2021, Día de la Resistencia Romaní (que conmemora el levantamiento de unos 6000 gitanos contra las Schutzstaffel [SS] en el campo de concentración de Auschwitz en 1944), realizó un mural con carteles tras haber recibido la negativa del Ayuntamiento de Madrid.